# Poneto
Poneto – miasto w Stanach Zjednoczonych, w stanie Indiana, w hrabstwie Wells.